# AK Press
AK Press — независимое издательство и дистрибьютор, организованное по принципам рабочего самоуправления. Специализируется на радикально левой и анархистской литературе. Находится в коллективной собственности и управлении сотрудников.

## История
AK было основано Рэмзи Кэнааном в 1987 году в городе Стерлинг, Шотландия как небольшой проект, распространяющий книги по почте. Название было составлено из инициалов матери Рэмзи — Анны Кэнаан. Вскоре проект начал разрастаться, постепенно превращаясь в независимое книжное издательство. Сегодня AK Press имеет филиал в Оуклэнде, Калифорния. Кэнаан и ряд других членов AK Press в 2007 году организовали новое радикальное издательство — PM Press. AK Press существует на принципах рабочего самоуправления, что означает, что издательство принадлежит всем членам коллектива в равной степени, иерархическая система отсутствует — начальников в коллективе нет, каждый член коллектива имеет равные права и обязанности. Издательство и его магазин работают через онлайн-магазины.
В США издательство организовывает работу букмобиля, который перемещается по стране, оказываясь на протестных акциях, конференциях активистов и т. д. В Великобритании на подобных мероприятиях открываются информационные столы издательства.
Книги издательства освещают такие темы, как анархизм, глобализация, права животных и подобные им, обычно сложнодоступны в обычных книжных магазинах. Ассортимент AK Press включает в себя как переиздания радикальной классики, так и работы современных авторов.
В магазинах, помимо книг, продаются одежда, значки, стикеры и всевозможный «анархистский реквизит», например перевёрнутая вверх ногами карта мира или красно-чёрное знамя анархо-синдикалистов. AK Press также выпустил ряд spoken word альбомов с речами выдающихся леворадикальных деятелей, таких, как Ноам Хомский, Говард Зинн, Джелло Биафра, Арундати Рой и Мумия Абу-Джамал.

## Значимые книги, распространяемые AK Press
- Martha A. Ackelsberg — Free Women Of Spain: Anarchism And The Struggle For The Emancipation Of Women
- Joel Andreas — Addicted to War: Why the U.S. Can’t Kick Militarism, an illustrated exposé
- Agent Apple — Pie Any Means Necessary: The Biotic Baking Brigade Cookbook
- Paul Avrich (Пол Эврич) — The Modern School Movement: Anarchism And Education In The United States
- Dan Berger — Outlaws of America: The Weather Underground and the Politics of Solidarity
- Alexander Berkman (Александр Беркман) — What is Anarchism?
- Steven Best and Nocella, Anthony J. Igniting A Revolution: Voices in Defense of the Earth
- Hakim Bey (Хаким Бей) — Immediatism
- Jack Black — You Can’t Win
- Murray Bookchin (Мюррей Букчин) — Post-Scarcity Anarchism, Social Anarchism or Lifestyle Anarchism: An Unbridgeable Chasm, The Spanish Anarchists: The Heroic Years 1868—1936, To Remember Spain: The Anarchist and Syndicalist Revolution of 1936, Which Way For The Ecology Movement
- A.J. Brigati (ed.) — The Voltairine de Cleyre Reader
- Maurice Brinton, David Goodway (ed.) — For Workers' Power
- Noam Chomsky (Ноам Хомский) — Chomsky on Anarchism, At War With Asia: Essays On Indochina, others
- Ward Churchill — On the Justice of Roosting Chickens, Life in Occupied America, others
- Daniel Cohn-Bendit (Даниель Кон-Бендит) — Obsolete Communism: The Left-Wing Alternative
- Harry Cleaver — Reading Capital Politically
- Dark Star Collective — Quiet Rumours: An Anarcha-Feminist Reader
- Guy Debord (Ги Дебор) — Complete Cinematic Works
- Norman Finkelstein — An Issue Of Justice: Origins Of The Israel/Palestine Conflict
- Benjamin Franks — Rebel Alliances: The means and ends of contemporary British anarchisms
- Yves Fremion — Orgasms of History: 3000 Years of Spontaneous Revolt
- David Graeber — Possibilities: Essays on Hierarchy, Rebellion, and Desire
- David Graeber and Stevphen Shukaitis — Constituent Imagination: Militant Investigation, Collective Theorization
- Daniel Guérin (Даниэль Герен) — No Gods, No Masters (1 volume edition; and a 2 volume edition);
- Agustin Guillamon — The Friends of Durruti Group: 1937—1939
- Ann Hansen — Direct Action: Memoirs Of An Urban Guerilla
- Derrick Jensen — Endgame Volume I: The Problem Of Civilization and Endgame Volume II: Resistance
- Albert Meltzer — Anarchism: Arguments For and Against, I Couldn’t Paint Golden Angels: Sixty Years of Commonplace Life and Anarchist Agitation
- Craig O’Hara — The Philosophy of Punk: More Than Noise!
- Anton Pannekoek (Антон Паннекук) — Workers' Councils
- Barry Pateman (ed.) — The Blast: Complete Collection Of The Incendiary San Francisco Bi-Monthly Anarchist Newspaper From 1916—1917 That Gave Voice To The Worldwide Anarchist Movement
- Fredy Perlman (Фреди Перлман) — Against His-Story, Against Leviathan
- Rudolf Rocker (Рудольф Рокер), with an introduction by Noam Chomsky — Anarcho-Syndicalism: Theory and Practice
- Penny Rimbaud — Shibboleth: My Revolting Life, The Diamond Signature
- Ramor Ryan — Clandestines
- Roy San Fallipo (ed.) — A New World In Our Hearts: 8 Years of Writings from the Love and Rage Revolutionary Anarchist Federation
- Valerie Solanas (Валери Соланас) — SCUM Manifesto
- Jeffrey St. Clair and Alexander Cockburn (eds.) — The Politics Of Anti-Semitism, others
- Antonio Tellez — Sabate: Guerilla Extraordinary
- Various — 2/15: The Day The World Said NO To War
- Gee Vaucher — Crass Art and Other Post Modern Monsters
- Ziga Vodovnik (ed.), with introductions by Naomi Klein (Наоми Кляйн) and Noam Chomsky — YA BASTA!: Ten Years Of The Zapatista Uprising — Writings Of Subcomandante Insurgente Marcos
- John Zerzan (Джон Зерзан) — Elements Of Refusal
- John Zerzan — Against Civilization: Readings and Reflections
- Davide Turcato — Making Sense of Anarchism — Errico Malatesta’s Experiments with Revolution, 1889—1900